# Zbigniew Eysmont
Zbigniew Antoni Eysmont (ur. 4 grudnia 1949 w Warszawie, zm. 3 marca 2025) – polski polityk, artysta plastyk, restaurator, poseł na Sejm I i III kadencji, minister-członek Rady Ministrów w latach 1992–1993.

## Życiorys
Z wykształcenia artysta plastyk, ukończył w 1974 studia z zakresu projektowania plastycznego na Akademii Sztuk Pięknych w Warszawie. W wyborach w 1991 został posłem na Sejm I kadencji z ramienia Polskiej Partii Przyjaciół Piwa. W 1992 przystąpił do Polskiego Programu Liberalnego. W rządzie Hanny Suchockiej pełnił funkcję ministra-członka Rady Ministrów ds. przedsiębiorczości.
W wyborach w 1993 bezskutecznie kandydował do Sejmu z listy BBWR. W latach 1998–2002 pełnił mandat radnego sejmiku mazowieckiego I kadencji. W 2000 ponownie uzyskał mandat poselski na Sejm III kadencji z listy Akcji Wyborczej Solidarność, zastępując zmarłego w trakcie kadencji ministra Andrzeja Zakrzewskiego. Należał do Stronnictwa Konserwatywno-Ludowego. W wyborach w 2001 bez powodzenia ubiegał się o reelekcję z ramienia Platformy Obywatelskiej. W klubie radnych PO zasiadał do końca kadencji w sejmiku. W 2002 nie ubiegał się o mandat w wyborach samorządowych i wycofał się z polityki.
Zajmował się prowadzeniem własnej działalności gospodarczej jako restaurator.